# فيكتور ييتس
فيكتور ييتس (بالإنجليزية: Victor Yates)‏ هو لاعب دوري الرغبي نيوزيلندي، ولد في 15 يونيو 1939 في كايتيا ‏ في نيوزيلندا، وتوفي في 31 أغسطس 2008 في وانغاري في نيوزيلندا.

## وصلات خارجية
- فيكتور ييتس عل موقع إسبنسكروم (الإنجليزية)